# Aeropuerto Internacional de Chernivtsi
El Aeropuerto internacional de Chernivtsi  es un aeropuerto en Chernívtsi, Ucrania (IATA: CWC, OACI: UKLN). 

## Aerolíneas y destinos
- Ukraine International Airlines (Kiev-Boryspil, Milan-Bergamo, Antalya)